# LCE2A
LCE2A (англ. Late cornified envelope 2A) – білок, який кодується однойменним геном, розташованим у людей на 1-й хромосомі. Довжина поліпептидного ланцюга білка становить 106 амінокислот, а молекулярна маса — 10 846.
| 10         |  | 20         |  | 30         |  | 40         |  | 50         |
| ---------- |  | ---------- |  | ---------- |  | ---------- |  | ---------- |
| MSCQQNQQQC |  | QPPPKCPPKC |  | PPKCPPKCRP |  | QCPAPCPPPV |  | SSCCGPSSGG |
| CCGSSSGGCC |  | SSGGGGCCLS |  | HHRPRLFHRH |  | RHQSPDCCEC |  | EPSGGSGCCH |
| SSGDCC     |  |            |  |            |  |            |  |            |

A: Аланін

C: Цистеїн

D: Аспарагінова кислота

E: Глутамінова кислота

F: Фенілаланін

G: Гліцин

H: Гістидин

K: Лізин

L: Лейцин

M: Метіонін

N: Аспарагін

P: Пролін

Q: Глутамін

R: Аргінін

S: Серин

Задіяний у такому біологічному процесі, як кератинізація. 